# Jeppe Kjær
Jeppe Kjær Jensen (Horsens, 1 maart 2004) is een Deens voetballer die doorgaans speelt als vleugelspeler. In juli 2025 verruilde hij Bodø/Glimt voor Mjällby AIF.

## Clubcarrière
Kjær speelde in de jeugd van Hatting/Torsted IF en werd op dertienjarige leeftijd opgenomen in de opleiding van AC Horsens. Eind 2018 ging de Deen op proef bij Southampton. Hij tekende op de dag van zijn vijftiende verjaardag een driejarig contract bij Horsens. In de zomer van 2019 ging Kjær voor de tweede maal op proef bij een club in het buitenland, ditmaal Juventus. Ook zijn zestiende verjaardag vierde de Deen in stijl. Op die dag maakte hij namelijk zijn officiële debuut voor Horsens, thuis tegen Randers FC. Hallur Hansson scoorde voor Horsens, waarna Alhaji Kamara en Marvin Egho zorgde voor een 1–2 in het voordeel van Randers. Kjær mocht van coach Bo Henriksen elf minuten voor tijd invallen voor Michael Lumb. Met zijn invalbeurt werd hij de jongste debutant in de geschiedenis van de Superligaen.
In augustus 2020 tekende Kjær een contract voor drie seizoenen bij Ajax. Deze verbintenis zou per september van dat jaar ingaan. Voor Jong Ajax speelde hij twee wedstrijden in de Eerste divisie alvorens hij in januari 2023 overstapte naar Bodø/Glimt. In augustus 2023 werd hij tot het einde van het kalenderjaar gehuurd door Sandefjord. Na zijn terugkeer vertrok Kjær op huurbasis naar Fredrikstad. Na deze verhuurperiode speelde hij nog zes duels voor Bodø/Glimt, voor Mjällby AIF hem in juli 2025 overnam voor circa zevenhonderdduizend euro.

## Clubstatistieken
| Seizoen | Club          | Competitie     | Competitie | Competitie | Beker | Beker | Internationaal | Internationaal | Totaal | Totaal |
| Seizoen | Club          | Competitie     | Wed.       | Dlp.       | Wed.  | Dlp.  | Wed.           | Dlp.           | Wed.   | Dlp.   |
| ------- | ------------- | -------------- | ---------- | ---------- | ----- | ----- | -------------- | -------------- | ------ | ------ |
| 2019/20 | AC Horsens    | Superligaen    | 9          | 1          | 2     | 0     | —              | —              | 11     | 1      |
| 2020/21 | Jong Ajax     | Eerste divisie | 0          | 0          | —     | —     | —              | —              | 0      | 0      |
| 2021/22 | Jong Ajax     | Eerste divisie | 0          | 0          | —     | —     | —              | —              | 0      | 0      |
| 2022/23 | Jong Ajax     | Eerste divisie | 2          | 0          | —     | —     | —              | —              | 2      | 0      |
| 2023    | Bodø/Glimt    | Eliteserien    | 3          | 0          | 0     | 0     | 0              | 0              | 3      | 0      |
| 2023    | → Sandefjord  | Eliteserien    | 11         | 1          | 0     | 0     | —              | —              | 11     | 1      |
| 2024    | → Fredrikstad | Eliteserien    | 24         | 3          | 3     | 0     | —              | —              | 27     | 3      |
| 2025    | Bodø/Glimt    | Eliteserien    | 3          | 0          | 1     | 0     | 2              | 0              | 6      | 0      |
| 2025    | Mjällby AIF   | Allsvenskan    | 0          | 0          | 0     | 0     | —              | —              | 0      | 0      |
| Totaal  | Totaal        | Totaal         | 52         | 5          | 6     | 0     | 2              | 0              | 60     | 5      |

Bijgewerkt op 23 juli 2025.